# Sigma-Plan

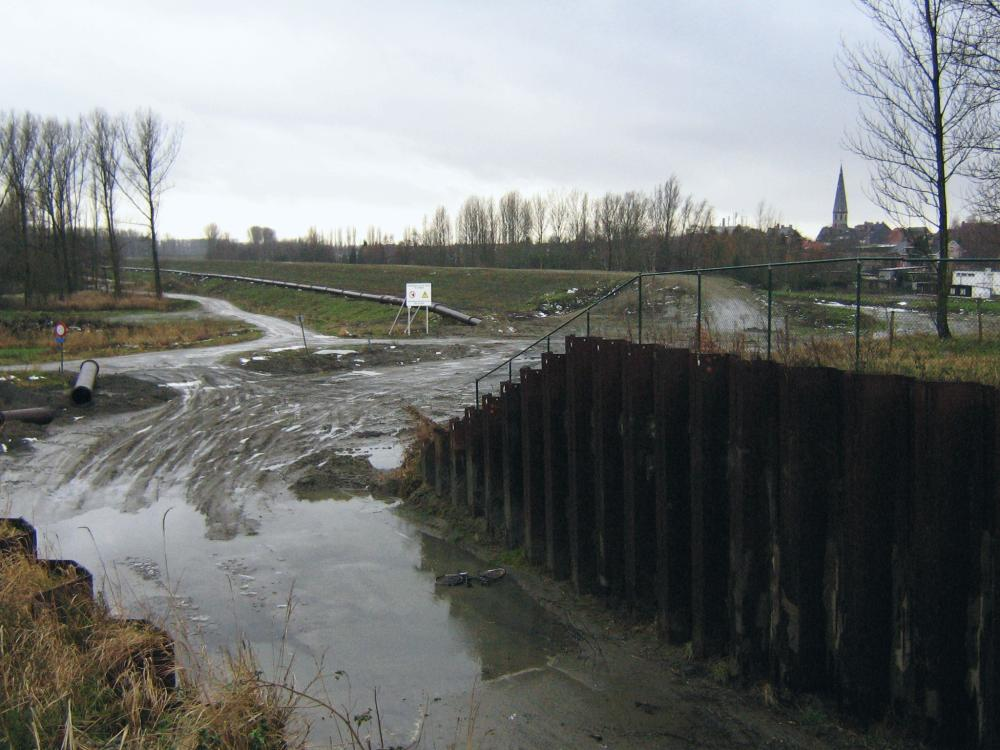
Anlage eines Rückhaltebeckens zur kontrollierten Überschwemmung bei Kruibeke im Dezember 2005

Der Sigma-Plan ist ein ursprünglich im Jahr 1977 ins Leben gerufenes belgisches Projekt zur Entwicklung eines verbesserten Schutzsystems des Zeescheldebeckens gegen Hochwasser und Sturmfluten. Der Plan wurde bereits zahlreiche Male überarbeitet. 
Der Sigma-Plan orientiert sich grundsätzlich an dem von den Niederlanden unmittelbar nach der Flutkatastrophe von 1953 ins Leben gerufenen Deltaplan. Da bei der Flutkatastrophe auch der flämische Teil Belgiens betroffen war, war geplant, den Sigma-Plan ebenfalls bereits wesentlich früher aufzusetzen. Aber erst als 1976 ein heftiger Sturm, verbunden mit einer Springflut, erneut Deichbrüche in Ruisbroek verursachte, was wiederum die Überflutung ausgedehnter Gebiete der Provinz Antwerpen zur Folge hatte, kam es zur Aufstellung des Sigma-Plans, um das Zeescheldebecken gegen künftige Sturmfluten der Nordsee zu sichern. Es ist beabsichtigt, die unter Meeresspiegelniveau gelegenen Gebiete um die Schelde und ihre Zuflüsse Durme, Rupel sowie Teile von Nete, Dijle und Zenne gegen Überschwemmungen zu schützen.
Im Laufe der Zeit wurde der Sigma-Plan zahlreiche Male überarbeitet und abgeändert. Dabei verschoben sich die Prioritäten von der Befestigung und Erhöhung der Deiche in Richtung einer vermehrten Anlage von Rückhaltebecken zur kontrollierten Überschwemmung bei Hochwassergefahr. Diese Pläne jedoch führten zu zahlreichen lokalen Protesten. So konnte das Rückhaltebecken bei Kruibeke bis heute nicht fertiggestellt werden.
Bis zum Jahr 2008 waren rund 80 Prozent der geplanten Deicherhöhungen und 60 Prozent der Rückhaltebecken realisiert. Der aktualisierte „Sigma-Plan“ geht grundsätzlich von einem durchschnittlichen Anstieg der Meeresspiegel um 60 cm im Jahr 2100 im Vergleich zum Jahr 2000 aus. Da in diesem Zeitraum auch der Tidenhub steigt (die sogenannte Amplitude der Gezeiten), führt dies zu einer Zunahme der Sturmfluten um 90 cm. Analysen mit einem Szenario, das von einem Anstieg der Meeresspiegel um 120 cm ausging, haben zur Andeutung von fünf zusätzlichen Auen- bzw. Überflutungsgebieten geführt, doch die Arbeiten dazu beginnen laut „Sigma-Plan“ erst ab etwa 2030.